# 高嶋辰彦
高嶋 辰彦（たかしま たつひこ、1897年（明治30年）1月10日 - 1978年（昭和53年）9月24日）は、日本の陸軍軍人。最終階級は陸軍少将。旧姓・多賀谷。高島と表記される場合がある。

## 経歴
福井県出身。港湾業・多賀谷儀三郎の四男として生まれ、陸軍中佐・高嶋嘉蔵の養子となる。四日市中学校（現三重県立四日市高等学校）、名古屋陸軍地方幼年学校、中央幼年学校を経て、1918年（大正7年）5月、陸軍士官学校（30期）を首席で卒業。同年12月、歩兵少尉に任官し歩兵第38連隊付となる。1925年（大正14年）11月、陸軍大学校（37期）を首席で卒業した。
1926年（大正15年）12月、陸軍省軍務局付勤務となり、軍務局課員（軍事課）を経て、1929年（昭和4年）1月からドイツ駐在として、ベルリン大学、キール大学で学んだ。1932年（昭和7年）10月、歩兵第43連隊大隊長に就任。軍務局課員（軍事課）、参謀本部員、兼軍務局付、大本営参謀、参謀本部第4部第11課長代理などを務め、1939年（昭和14年）3月、歩兵大佐に昇進し参謀本部戦史課長に就任。
1940年（昭和15年）12月、台湾歩兵第1連隊長に転じた。大本営付を経て、1941年（昭和16年）11月、第16軍参謀に発令され太平洋戦争に出征。蘭印作戦に参戦した。1942年（昭和17年）2月、陸軍公主嶺学校教官に転じ、1943年（昭和18年）3月、陸軍少将に進み公主嶺学校付となる。同年同月、第3軍参謀長に転じ、第12軍参謀副長を経て、1945年（昭和20年）3月、東部軍参謀長に就任。宮城事件の始末にあたり、そのまま終戦を迎えた。同年11月に待命となり、同年12月、予備役に編入された。
1945年12月から1946年（昭和21年）6月まで東部復員監部総務部長を務めた。1947年（昭和22年）3月から同年11月まで戦犯容疑でシンガポールで拘留された。同年11月28日、公職追放仮指定を受けた。

## 著作
- 『総力戦に就いて』〈湘風会パンフレツト 第1輯〉湘風会、1938年。
- 『皇戦 : 皇道総力戦世界維新理念』戦争文化研究所、1938年。
- 『日本百年戦争宣言』〈戦争文化叢書 第１輯〉戦争文化研究所、1939年。
- 講述 鈴木貞夫編『世界史の真相』陸軍士官学校記事編纂部、1941年。

## 伝記
- 森晴治『雪松・高嶋辰彦さんの思い出』森晴治、1981年。